# 196476 Humfernández
196476 Humfernández è un asteroide della fascia principale. Scoperto nel 2003, presenta un'orbita caratterizzata da un semiasse maggiore pari a 2,7356404 au e da un'eccentricità di 0,2294786, inclinata di 15,61439° rispetto all'eclittica.
L'asteroide era stato inizialmente battezzato 196476 Humfernandez per poi essere corretto nella denominazione attuale.
L'asteroide è dedicato al medico venezuelano Humberto Fernández Morán.